# Mala Vilșanka, Bila Țerkva
Mala Vilșanka (în ucraineană Мала Вільшанка) este localitatea de reședință a comunei Mala Vilșanka din raionul Bila Țerkva, regiunea Kiev, Ucraina.

## Demografie
Componența lingvistică a localității Mala Vilșanka
     Ucraineană (97,46%)
     Rusă (2,32%)
     Alte limbi (0,16%)
Conform recensământului din 2001, majoritatea populației localității Mala Vilșanka era vorbitoare de ucraineană (97,46%), existând în minoritate și vorbitori de rusă (2,32%).